# Clube Desportivo Santa Clara
Clube Desportivo Santa Clara portugalski je nogometni klub iz grada Ponte Delgade na Azorima, s otoka sv. Mihovila (Ilha de São Miguel).
Utemeljen je 1921. godine.

## Klupski uspjesi
Pobjednici 2ª Divisão 1997./98., čime su se plasirali u 2. ligu, tadašnju Segundu Ligu. 
U sezoni 2000./01. bili su pobjednicima Segunda Lige i plasirali su se u 1. ligu, iz koje su iduće sezone ispali. 

## Vanjske poveznice
- Službene stranice nogometnog kluba